# Claudine Simon
Claudine Simon (Ukkel, 1946) is een Belgische jazzpianist, componist en arrangeur. Ze begon op 12-jarige leeftijd met piano spelen. Later volgde ze zang, tapdans, harmonie en jazzpiano. Vervolgens begon ze in 1977 een zanggroep en jazzkwartet (piano, bas, drums en elektrische gitaar). Het repertoire dat ze speelden bestond uit jazzstandards. Later zal ze meerdere groepen oprichten en jazzcomposities en -arrangementen schrijven.

## Opleiding
In 1979 slaagt Simon voor het toelatingsexamen van het Jazz Seminarie van het Conservatorium van Luik. Ze studeerde bij Michel Herr (arrangement en orkestratie), Steve Houben (harmonie en compositie), Guy Cabay (improvisatie en melodie), Michel Herr en Charles Loos (piano) en Richard Rousselet (jazzgroepwerk). Ze schreef twee arrangementen voor de Big Band van het Conservatorium als eindwerk.

## Carrière
Met de nieuw opgedane kennis op het Conservatorium herschrijft ze enkele van haar composities en jazzarrangementen voor een groep van 7 tot 10 muzikanten: piano (zijzelf), drums, percussie, elektrische gitaar, trompet, trombone, saxen, fluit. Vervolgens gaat ze met deze groep op tournee in het voorjaar van 1983. Tijdens de zomer en herfst van dat jaar componeert ze een persoonlijk repertoire van composities en arrangementen voor tenor, sopraan, klarinet, alt, fluit, twee trompetten, piano, bas, drums, percussie, elektrische gitaar. Dit resulteert in het ontstaan van de groep "Lilith" op 28 september 1983. Deze groep neemt deel aan Paris Jazz Festival in de grote zaal van het Centre Wallonie-Bruxelles.
Na een paar jaar van sabbatical en zweefvliegen keert Claudine Simon in 1999 terug naar de jazz, maar deze keer om de zalen te vullen ten voordele van andere muzikanten dan zijzelf. Ze overtuigde de directeur van de Fabrique de Théâtre de Frameries, Michel Tanner, ervan dat er ook een publiek was voor jazz. Naast de beste Belgische muzikanten brengt ze Europese "grote namen" zoals Alain Jean-Marie en Nils Landgren binnen.
Vanaf 2003 werkt ze een paar jaar in CLI (Centre de Loisir et d'Information), het culturele centrum van Itter, dat zijn publiek wil uitbreiden.
Daarna stort ze zich weer terug in de muziek. Claudine start in 2005 de groep "Cap cuivre au Sud", neemt een cd op (Shark Eye) en toert met deze nieuwe band door Wallonië. Het concept bevat een mix van jazz, latin, folkrock en afro-cubaanse invloeden. Simon maakt gebruik van percussie en koperblazers zoals klarinet, saxofoon, bugel en trombone.
In 2009 treden ze op in het Palais de Plume (Itter), waar ze het benefietgala openden georganiseerd door de mondharmonicaspeler Toots Thielemans. De nieuwe composities van Claudine Simon getuigen van haar bewondering voor Cesaria Evora, zonder jazz te verloochenen. 
In 2011 herenigt ze zich met haar voormalige meester en vriend, Charles Loos, voor een groep met variabele samenstelling, met twee piano's. Samen met Charles Loos maakt ze de plaat Voyage.
Nu staat Simon aan het roer van "Elles". Een volledig vrouwelijke band. Ze wordt omringd door ervaren muzikanten en jonge talenten: Françoise Derissen (viool), Martha Costa Suarez (contrabas), Assunta Di Pasquale (saxofoon) en Marie-Sophie Talbot (percussie).

## Discografie
- "Lilith" (1986)
- Eclaircie (1991)
- Shark Eye (2006)
- Voyage (2011)[3]